# Lisa Bonet
Lilakoi Moon (São Francisco, 16 de novembro de 1967) é uma atriz americana, mais conhecida pelo seu personagem Denise Huxtable Kendall em The Cosby Show.

## Vida pessoal
Lisa Bonet nasceu em São Francisco. Filha de Allen Bonet, um cantor de ópera, e de Arlene Joyce, uma professora. Casou-se em 1987 com Lenny Kravitz com quem teve sua primeira filha, Zoë Kravitz, nascida em 1 de dezembro de 1988. Seu relacionamento com Lenny Kravitz durou até 1993, quando se divorciaram. Em 1995, Lisa trocou, legalmente, seu nome para Lilakoi Moon. Em 2005 iniciou um relacionamento com Jason Momoa, casando em 2007. Os dois tem dois filhos, uma menina, Lola Iolani Momoa, nascida em julho de 2007, e um menino, Nakoa-Wolf Manakauapo Namakaeha Momoa, nascido em dezembro de 2008. Após 16 anos juntos, em janeiro de 2022, Lisa Bonet e Jason Momoa anunciaram seu divórcio.

## Carreira
Lisa iniciou a sua carreira ainda criança, com aparições em série de TV, mas a sua fama veio com a personagem Denise Huxtable de The Cosby Show, em 1984. Com o sucesso de seu personagem, em 1987, Lisa estrelou um spin-off da série, chamado A Different World, que mostra a vida da personagem Denise Huxtable na faculdade. Nesse mesmo ano ela participa do filme de terror Angel Heart, contracenando com Mickey Rourke e Robert De Niro. Devido à sua primeira gravidez, Lisa deixou o seriado A Different World. Retornou ao The Cosby Show no ano seguinte, saindo em definitivo em 1991.Após a sua saída do The Cosby Show, Lisa esteve em trabalhos de menor expressão para a TV. Em 1998 foi coadjuvante no filme Enemy of the State, com Will Smith. Em 2000 participou do filme Alta Fidelidade. E em 2003 atuou no filme Biker Boyz. Em 2008 ela apareceu na adaptação norte-americana da série de televisão britânica, Life on Mars.

## Filmografia
Filmes
| Ano  | Filme              | Título em português                                            | Papel              |
| ---- | ------------------ | -------------------------------------------------------------- | ------------------ |
| 1987 | Angel Heart        | br:Coração Satânico pt:Angel Heart - Nas portas do inferno     | Epiphany Proudfoot |
| 1993 | Bank Robber        | br:Romance Arriscado                                           | Priscilla          |
| 1994 | Final Combination  | br:Desejo Mortal                                               | Catherine Briggs   |
| 1998 | Enemy of the State | br:Inimigo do Estado pt:Perigo Público                         | Rachel Banks       |
| 2000 | High Fidelity      | br:Alta Fidelidade                                             | Marie De Salle     |
| 2003 | Biker Boyz         | br:Corridas Clandestinas pt:Biker Boyz - Corridas Clandestinas | Queenie            |
| 2005 | Whitepaddy         |                                                                | Mae Evans          |
| 2013 | Road to Paloma     |                                                                | Magdalena          |

Televisão
| Ano       | Título                  | Papel                            | Notas                                          |
| --------- | ----------------------- | -------------------------------- | ---------------------------------------------- |
| 1983      | St. Elsewhere           | Carla                            | Episódio: "Entrapment"                         |
| 1984-1991 | The Cosby Show          | Denise Huxtable                  | 103 episódios                                  |
| 1985      | Tales from the Darkside | Justine                          | Episódio: "The Satanic Piano"                  |
| 1985      | ABC Afterschool Special | Carrie                           | 1 episódio                                     |
| 1987-1989 | A Different World       | Denise Huxtable                  | 22 episódios                                   |
| 1990      | The Earth Day Special   | Denise Huxtable                  |                                                |
| 1994      | New Eden                | Lily                             | br: Prisioneiros do Deserto (Filme para TV)    |
| 2002      | Lathe of Heaven         | Heather Lelache                  | br: O Flagelo dos Céus (Filme para TV)         |
| 2008-2009 | Life on Mars            | Maya Daniels                     | 5 episódios                                    |
| 2013-2014 | Drunk History           | Mary Ellen Pleasant e Rosa Parks | br: O Lado Embrigado da História - 2 episódios |
| 2014-2015 | The Red Road            | Sky Van Der Veen                 | 7 episódios                                    |
| 2014      | New Girl                | Brenda Brown                     | Episódio: "Teachers"                           |
| 2016      | Girls                   | Tandice Moncrief                 | Episódios: "Homeward Bound", "Love Stories"    |
| 2016      | Ray Donovan             | Marisol                          | Recorrente na temporada 4                      |